# 市舶司遗址
市舶司遗址位于中国福建省泉州市鲤城区海滨街道水门社区水沟2号，宋元祐二年（1087年）建立，其职能是专“掌番货海舶征榷贸易之事，以来远人，通远物”，是中国现存重要的古海关遗址。根据考古发掘，参照市舶司设置规模，结合泉州市舶司/务遗址周围水系、道路的构成等因素，推测泉州市舶司遗址的范围大致为西南依竹街，东北到马坂巷西侧道路和马坂巷之间，东南至水门巷，西北靠八卦沟，院落整体在面阔89.4米（方向72度）、进深134.1米（方向162度）的区间之内，面积约12000平方米。现市舶司遗址范围内有附属文物水仙宫。遗址旁有水门水关和南薰门水关，以宣泄水流及启闭舟楫的出入。市舶司遗址，既是古代泉州海上商贸管理制度的重要实物见证，亦是泉州港繁荣的历史见证之一，对研究泉州地区古代商贸管理制度和泉州海洋贸易有重要史料价值。2020年1月21日增补为第九批福建省文物保护单位。